# Tuparetama
Tuparetama is een gemeente in de Braziliaanse deelstaat Pernambuco. De gemeente telt 8.678 inwoners (schatting 2009).